# وارهاك (لعبة فيديو 2007)
وارهاك (بالإنجليزية: Warhawk)‏ ، هي لعبة فيديو من نوع تصويب منظور الشخص الثالث، أنتجت سنة 2007م.

## وصلات خارجية
- الموقع الرسمي
- Warhawk على موبي غيمز